# Association pour les loisirs et l'amusement

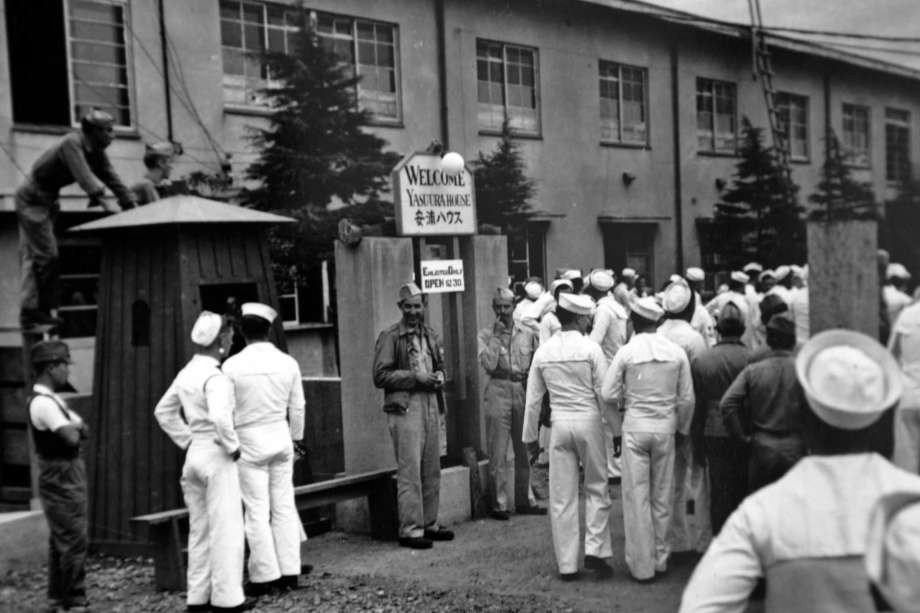
L'un des centres de prostitution de l'association.

L'Association pour les loisirs et l'amusement (特殊慰安施設協会, tokushu-ian-shisetsu-kyōkai), ou plus littéralement Association spéciale pour la facilité du confort, était l'euphémisme officiel pour désigner les centres de prostitution mis en place par le gouvernement japonais pour occuper les soldats américains pendant l'occupation du Japon. Elle exista du 28 août 1945 jusqu'à sa fermeture en janvier 1946.

## Histoire
L'association fut fondée le 28 août 1945 par le ministère des Affaires intérieures et une organisation civile avec des investissements conjoints (50 millions de yens chacun), officiellement pour contenir les pulsions sexuelles des forces d'occupation, protéger la population japonaise des viols et préserver la pureté de la « race japonaise ». La déclaration officielle du 19 août 1945 déclarait que « Grâce au sacrifice de milliers d'Okichis de l'ère Shōwa, nous allons construire une barrière pour retenir la frénésie des forces d'occupations et cultiver et préserver la pureté de notre race pour les siècles à venir... ». Le slogan de l'association était : « Pour le pays, un brise-lame sexuel pour protéger les femmes japonaises » (お国のために日本女性を守る性の防波堤).
En septembre, le système fut étendu pour couvrir l'ensemble du pays. Les forces alliées d'occupation prirent le contrôle de ces institutions (22 centres de prostitution) le 28 septembre à cause de fréquents cas de viol de la part des soldats alliés. 
Contrairement aux femmes de réconfort qui étaient forcées de servir les forces japonaises durant la guerre, la plupart des employés de l'association étaient des Japonaises, surtout des prostituées, qui étaient recrutées par biais de petites annonces ou par des agents rabatteurs. Cependant, certaines femmes déclarèrent plus tard qu'elles furent forcées de servir l'association à cause de dettes impayées et certaines sources japonaises affirment même que ces centres furent ouverts sur demande directe des forces alliées.
Le prix pour un acte sexuel était de 15 yens soit 1 dollar (9,77 dollars ou 7,44 euros en 2012). Les soldats payaient d'avance et recevaient un ticket et un préservatif en retour.
En janvier 1946, l'association fut fermée à la suite d'un ordre de cesser toute prostitution « publique ». Cette interdiction est traditionnellement attribuée à la première dame Eleanor Roosevelt. Le 25 mars 1946, le général Douglas MacArthur déclara tous les centres de prostitution hors-la-loi pour tenter d'endiguer la propagation de maladies sexuellement transmissibles (MST) dont un quart des soldats américain avait été infecté depuis le début de l'occupation.

## Source de la traduction
- (en) Cet article est partiellement ou en totalité issu de l’article de Wikipédia en anglais intitulé « Recreation and Amusement Association » (voir la liste des auteurs).